# A. Y. Jackson
Alexander Young Jackson (3 de outubro de 1882 - 5 de abril de 1974) foi um pintor canadense membro do Grupo dos Sete. Jackson fez uma grande contribuição para o desenvolvimento da arte no Canadá e teve sucesso em reunir os artistas de Montreal e Toronto. Ele começou a expor os seus trabalhos com o Grupo dos Sete a partir de 1920. Além de trabalhar com o Grupo dos Sete, sua longa carreira o possibilitou a se tornar uma artista de guerra durante a Primeira Guerra Mundial (1917-1919) e ensinar na Escola de Belas Artes de Banff, de 1943 a 1949. Em seus últimos anos, ele for artista em residência na McMichael Gallery em Kleinburg, Ontário.

## Vida de Aprendiz
Quando jovem, Jackson trabalhou como menino de escritório para uma empresa de litografia, depois que seu pai abandonou sua família de seis filhos. Foi nessa empresa que Jackson iniciou seu treinamento artístico. À noite, ele tomou aulas no Monumento Nacional de Montreal.
Em 1905, Jackson foi para a Europa e Chicago de barco. Em Chicago, ele se juntou a uma empresa de arte comercial e estudou no Art Institute of Chicago. Juntando dinheiro, conseguiu visitar a França para estudar Impressionismo. E lá, decidiu se tornar um pintor profissional, estudando na Académie Julian de Paris com a supervisão do J. P. Laurens. Alguns dos seus mais importantes desenvolvimentos artísticos foram na colônia de artes Etaples, onde visitou pela primeira vez em 1908 com seu amigo de Nova Zelândia, Eric Spencer Macky (1880-1958). Jackson pintou a obra Paysage Embrumé, e então, pela sua surpresa, foi aceito pelo Salão de Paris. Em 1912, ele trabalhou com o australiano Arthut Baker-Clack (1877-1955). A partir deste período pintou as suas obras neoimpressionistas "Sand dunes at Cucq" e "Autumn in Picardy" que foram compradas pela Galeria Nacional do Canadá.

## Carreira Profissional

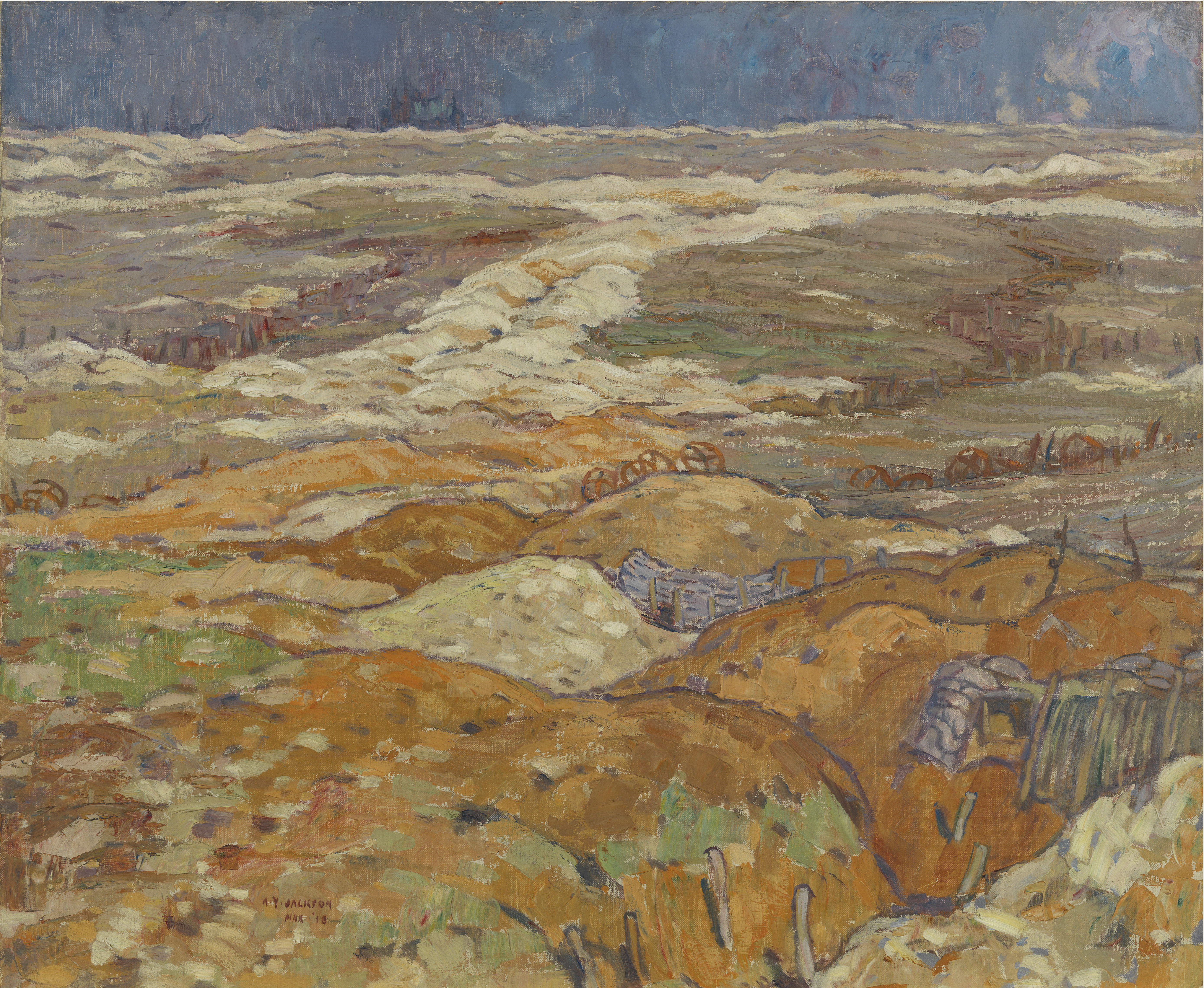
Trenches Near Angres (1918), A. Y. Jackson

Quando Jackson voltou para o Canadá, ele se instalou em Sweetsburg, Quebec, onde começou a pintar obras neoimpressionistas como "The Edge of Maple Wood". Ele realizou sua primeira exposição de artess na Galeria de Arte de Montreal com Randolph Hewton em 1913. Desencorajado pelo cenário artístico canadense, ele mudou para os Estados Unidos. No entanto, recebeu uma carta de J. E. H. MacDonald e mudou de ideia. MacDonald perguntou sobre a sua obra "The Edge of Maple Wood", que tinha visto em um show de arte de Toronto, informando a Jackson que o artista de Toronto, Lawren Harris, queria comprar a pintura se ele ainda fosse dono dela.
Após a compra, Jackson assinou uma correspondência com os dois artistas de Toronto, muitas vezes debatendo osbre temas relacionados à arte canadense. Jackson logo começou a visitar Toronto. O Dr. James MacCallum convenceu Jackson a se mudar para Toronto oferecendo a comprar o suficiente de suas pinturas por um ano para garantir-lhe uma renda.
Assim, ele se mudou para o Studio Building, financiado por Lawren Haris, o herdeiro da fortuna de máquinas agrícolas Massey-Harris, e Dr. James MacCallum. Harris, supervisionando a construção do prédio, estava muito ocupado para se concentrar em seus próprios empreendimentos artísticos e emprestou seu estúdio a A. Y. Jackson. O local atualmente está ocupado por 2 Bloor West. Jackson foi muito bem-vindo no cenário artístico de Toronto, tendo viajado pela Europa e trazendo consigo vários artistas talentosos. A tela pintada enquanto esperava eentrar para o Studio Building, "Terre Sauvage", tornou-se uma das suas mais famosas. Em janeiro de 1914, o Studio Building estava pronto para a ocupação. Tom Thomson foi outro dos primeiros residentes do prédio e compartilhar o estúdio com Jackson por um ano.
Como os outros pintores do Grupo dos Sete, Jackson abraçou temas de paisagens e procurou desenvolver um estilo arrojado. Um ávido homem ao ar livre, Jackson se tornou bom amigo de Tom Thomson, e a dupla pescava e esboçava as pinturas, desde uma viagem ao Parque Algonquin no outono de 1914. Inspirado por Thomson, Jackson e outros pintores que um dia foi conhecido como o Grupo dos Sete realizaram viagens para Parque Algonquin, Georgian Bay, Algoma e North Shore.
Com o início da Primeira Guerra Mundial, Jackson se alistou no 60º batalhão do exército canadense em 1915. Logo depois chegou à frente e ficou ferido na Battle of Sancturay Wood em junho de 1916 e se encontrou novamente em Etaples no hospital. Enquanto se recuperava de seus ferimentos, ele chamou a atenção de Lord Beaverbrook. Então foi transferido para o ramo Canadian War Records como artista. Aqui, Jackson criaria imagens importantes de eventos relacionados à guerra. Mais tarde, ele trabalhou para os monumentos da Guerra do Canadá como um artista de guerra oficial de 1917 a 1919.
Ao retornar da Primeira Guerra Mundial, Jackson voltou a residir no Studio Building. Ele tirou o cavalete de Tom Thomson, feito pela mão de Thomson, do estúdio e usou-o para todas as imagens subsequentes que ele produziu no Studio Building. Pouco depois de retornar da invernada na Baía Georgiana, ele soube que, na ausência dele, ele havia sido incluído num grupo informal de artistas Studio Building, exibindo pela primeira vez como Grupo dos Sete.
Em maio de 1920, foi formado o The Beaver Hall Group com A. Y. Jackson como presidente. Em seu discurso de abertura, Jackson enfatizou o direito do artista de pintar o que eles sentem "com total desrespeito pelo que até agora foi considerado necessário para a aceitação do trabalho nas exposições de arte reconhecidas nos centros canadenses". Escolas e "ismos" não os incomodariam. Também afirmou que "a expressão individual é nossa principal preocupação". Ele identificou seus objetivos como sendo os do Grupo dos Sete, e ao longo dos anos, Jackson manteve o contato entre Toronto e Montreal através de visitar e correspondências regulares. Ele os manteve informados sobre os eventos em Toronto e organizou suas obras para serem incluídas nas exposições do Grupo dos Sete. É através desta associação que fez amigos ao longo da vida dos artistas de Beaver Hall, Anne Savage, Sarah Robertson e Kathleen Morris. 

Jackson saiu do Studio Building em 1955 com a tristeza de Lawren Harris. Em uma carta de Vancouver, Harris escreveu: 
"sua mudança do Studio Building marca o fim de uma era, a era de arte criativa que tem o maior significado para o Canadá... Você era a força real e a inspiração que nos levou a uma concepção moderna que se adequava a este país e o último a abandonar a base das operações".

## Grupo dos Sete
Em 1919, Jackson e seis colegas pintores formaram o Grupo dos Sete. Esses artistas foram considerados corajosos porque pintaram os desertos canadenses ásperos e selvagens. Embora o seu nome esteja sempre associado a esse grupo, ele também trabalhou sozinho.
Em 1925, ele ensinou no Ontario College of Art em Toronto. E este foi o único ano que ele perdeu sua viagem anual de primavera a Quebec.
Em 1933, Jackson ajudou a fundar o Canadian Group of Painters. Vários membros do Grupo dos Sete tornaram-se membros deste grupo, incluindo Lawren Harris, A. J. Casson, Arthur Lismer e Franklin Carmichael.

## Os últimos anos
Em 1954, ele foi um dos dezoito artistas canadenses encomendados pela Canadian Pacific Railway para pintar um mural para celebrar o novo trem transcontinental do Canadá. Jackson mudou-se para a região de Ottawa em 1955, instalando-se em Manotick.
Em seus últimos anos, ele foi frequentemente acompanhado em suas viagens de pintura na região do Vale de Ottawa, nas colinas de Gatineau, no Vale do Rio Lievre e Ripond pelo amigo, pintor e ex-aluno Ralph Wallace Burton e colegas pintores Maurice Haycock e Stuart D. Helmsley. Uma dessas viagens quase terminou em desastre: "[...] Na década de 1950, quando Ralph e A. Y. estavam pintando nas margens do rio Ottawa em Deux Rivieres, uma bala ricochetou uma rocha onde Jackson estava sentado".
Em 1958, ele publicou A Painter's Country, uma autobiografia dedicada à memória do membro do Grupo dos Sete, J. E. H. MacDonald, que "visualizou uma escola canadense de pintura e dedicou sua vida à realização dela".
Em 1964, Jackson apresentou seu próprio projeto durante o Great Flag Debate.
Em 1965, Jackson teve um grave acidente vascular cerebral (AVC) que pôs fim à sua carreira de pintura. Ele se recuperou na casa do amigo e pintor Ralph Wallace Burton, e mais tarde mudou-se para o McMichael Conservation Estate em Kleinburg, Ontário. Jackson morreu em 1974, durante as férias da Páscoa num lar de idosos em Toronto. Ele foi enterrado na McMichael Gallery.
Sua sobrinha Naomi Jackson Groves publicou vários livros sobre sua vida e trabalho, incluindo Two Jacksons (2000), um relato de uma viagem compartilhada pela França e Alemanha em 1936.

## Reconhecimentos
- Em 1967, Jackson foi nomeado no Companion of the Order of Canada.[19]
- Em 1970, a Royal Canadian Academy concedeu a Jackson uma medalha reconhecendo as suas realizações.[14]

## Galeria

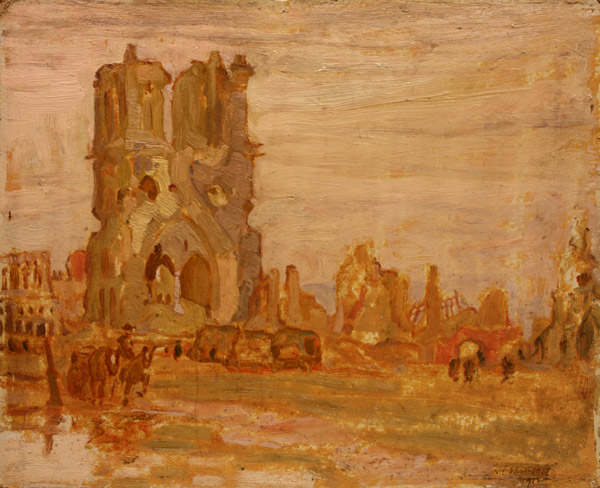
Cathedral at Ypres, Belgium (1917)
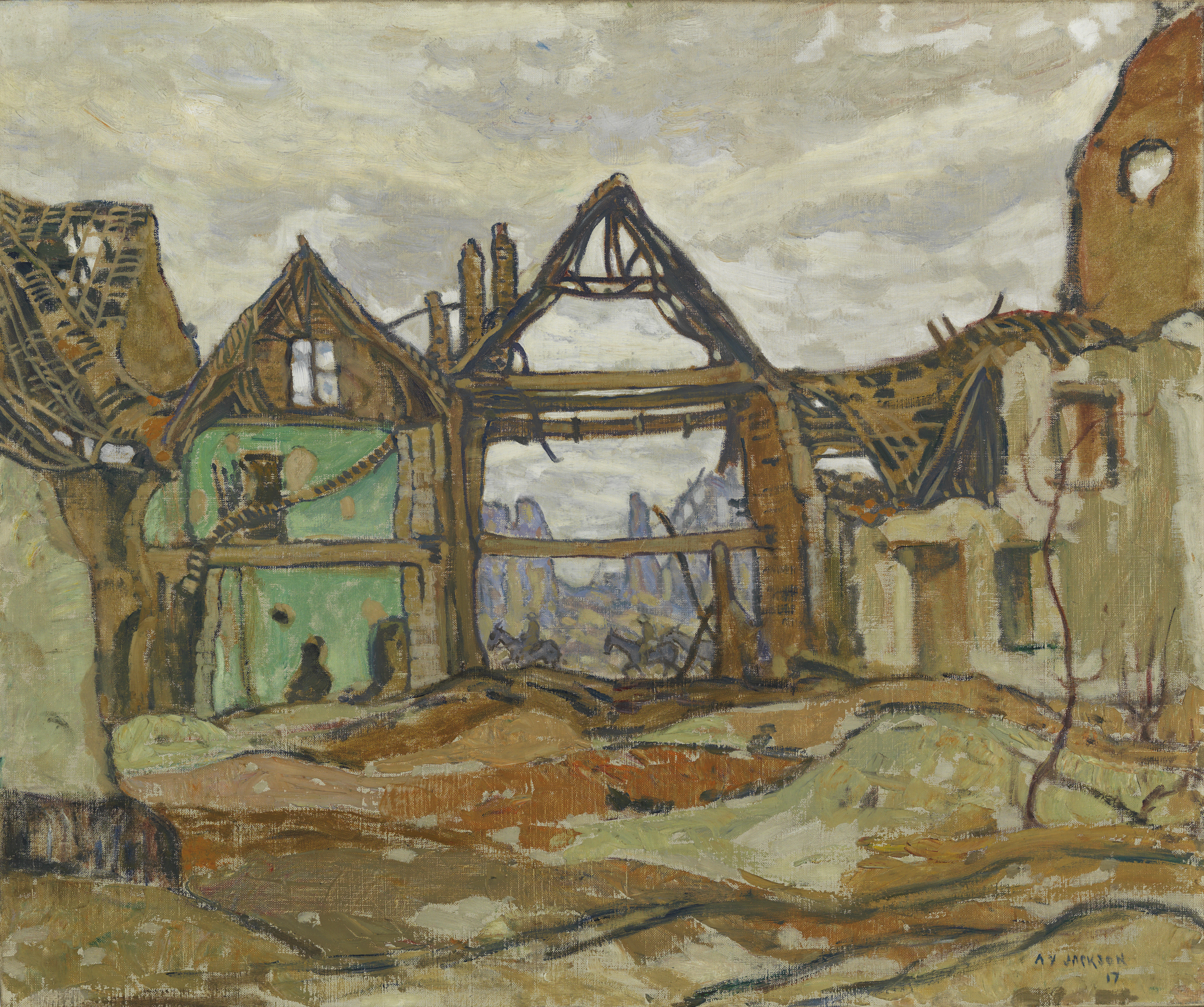
House of Ypres (1917-18)
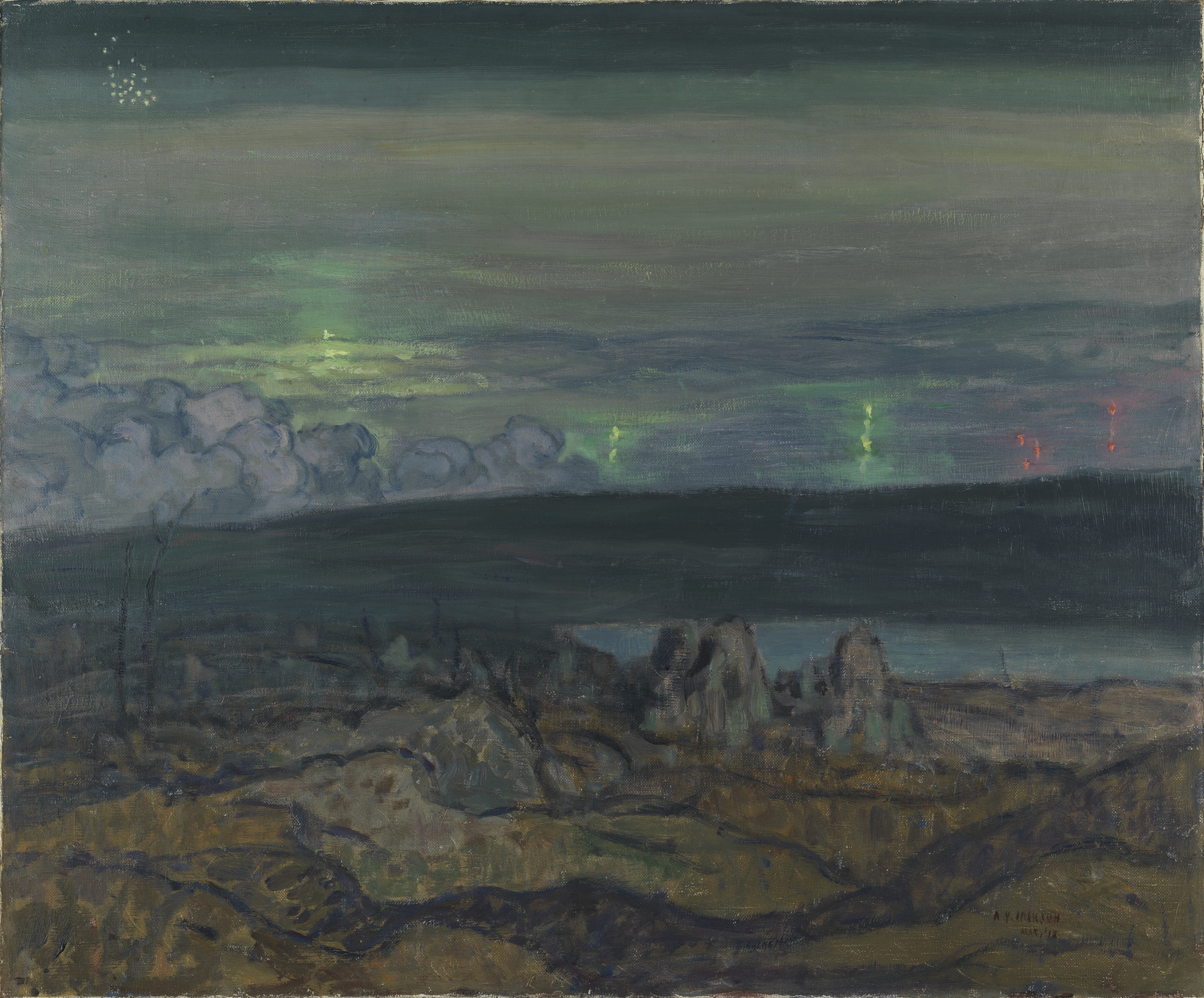
Gas Attack, Lievin (1918)
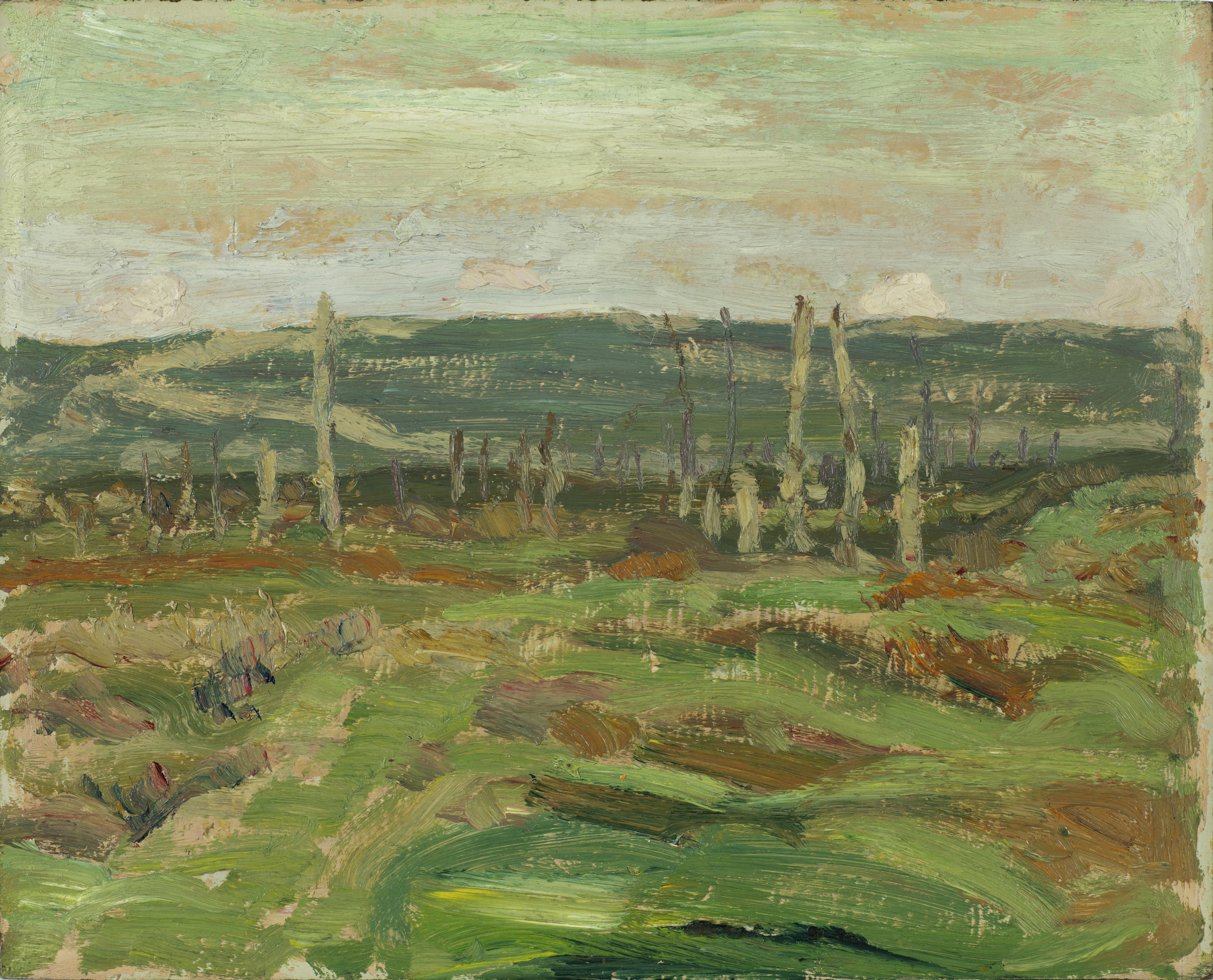
Vimy Ridge from Souchez Valley (1917)
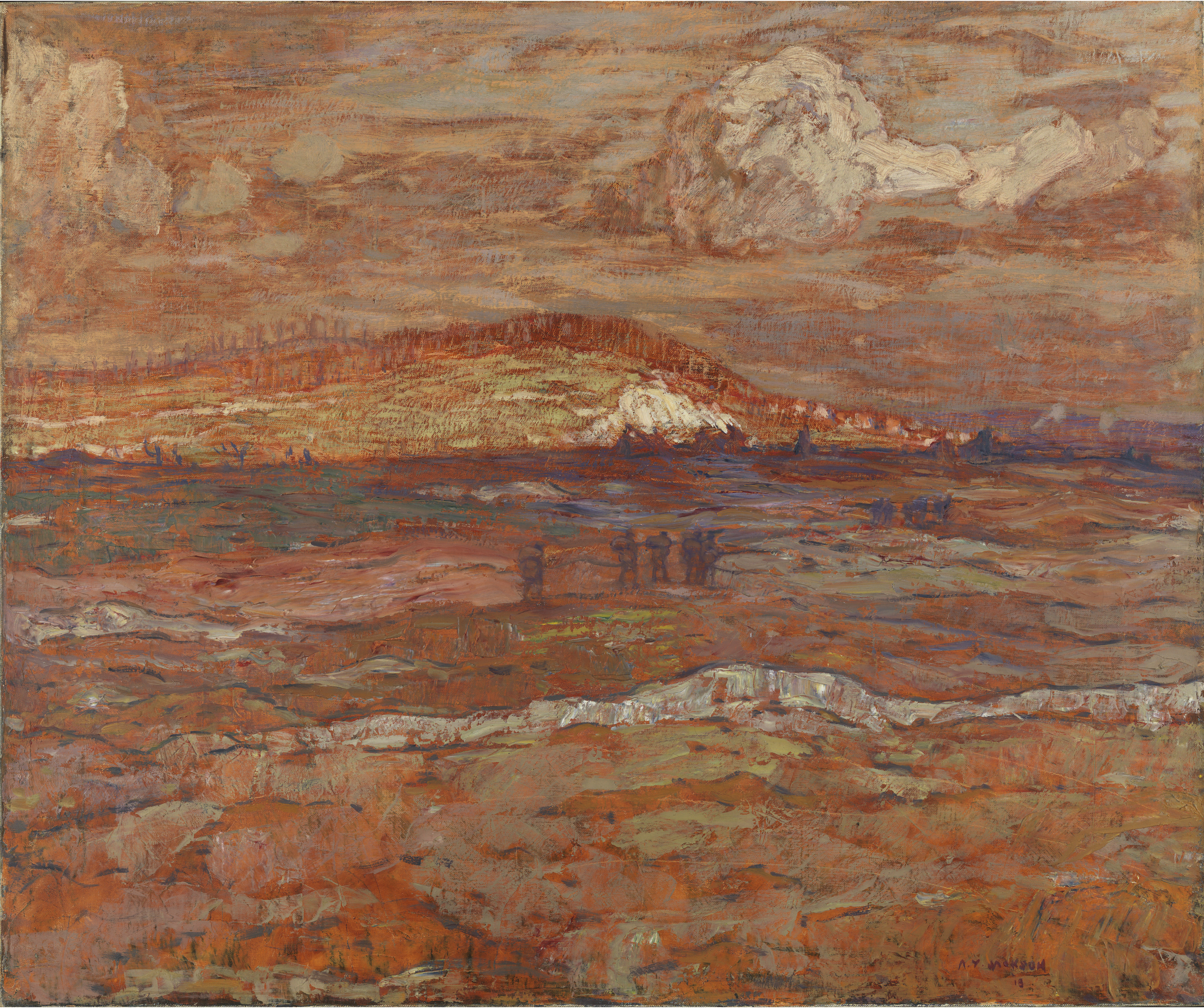
The Pimple, Evening (1918)
Otter Head Lake Superior (1960)Otter Head Lake Superior (1960)